# Callerya reticulata
Callerya reticulata är en ärtväxtart som först beskrevs av George Bentham, och fick sitt nu gällande namn av Anne M. Schot. Callerya reticulata ingår i släktet Callerya och familjen ärtväxter. Inga underarter finns listade i Catalogue of Life.